# Sachsendreier

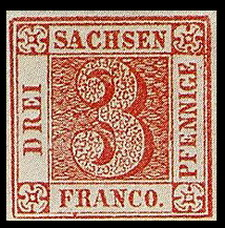
Sachsendreier

De Sachsendreier is een van de bekendste Duitse postzegels. De rode cijferzegel van 3 pfennig werd op 29 juni 1850 uitgegeven door het koninkrijk Saksen en was frankeergeldig vanaf 1 juli 1850. De zegel was bestemd voor kruisbandzendingen, dat wil zeggen kranten in een adreswikkel. Meestal was de zegel half op de krant en half op de adreswikkel geplakt, opdat de krant niet uit de wikkel zou glijden.
Audrey Hepburn-postzegel · Baden 9 kreuzer kleurfout blauwgroen · Bazeler duif · Benjamin Franklin 1c Z-grill · British Guiana 1c magenta · Curtiss Jenny kopstaand · Gele dom · HMS Glasgow foutdruk · Omgekeerde Dendermonde · Penny Black · Post Office Mauritius · Rode Mercurius · Sachsendreier · Schwarzer Einser · Tre skilling banco geel